# Jacques Wallage

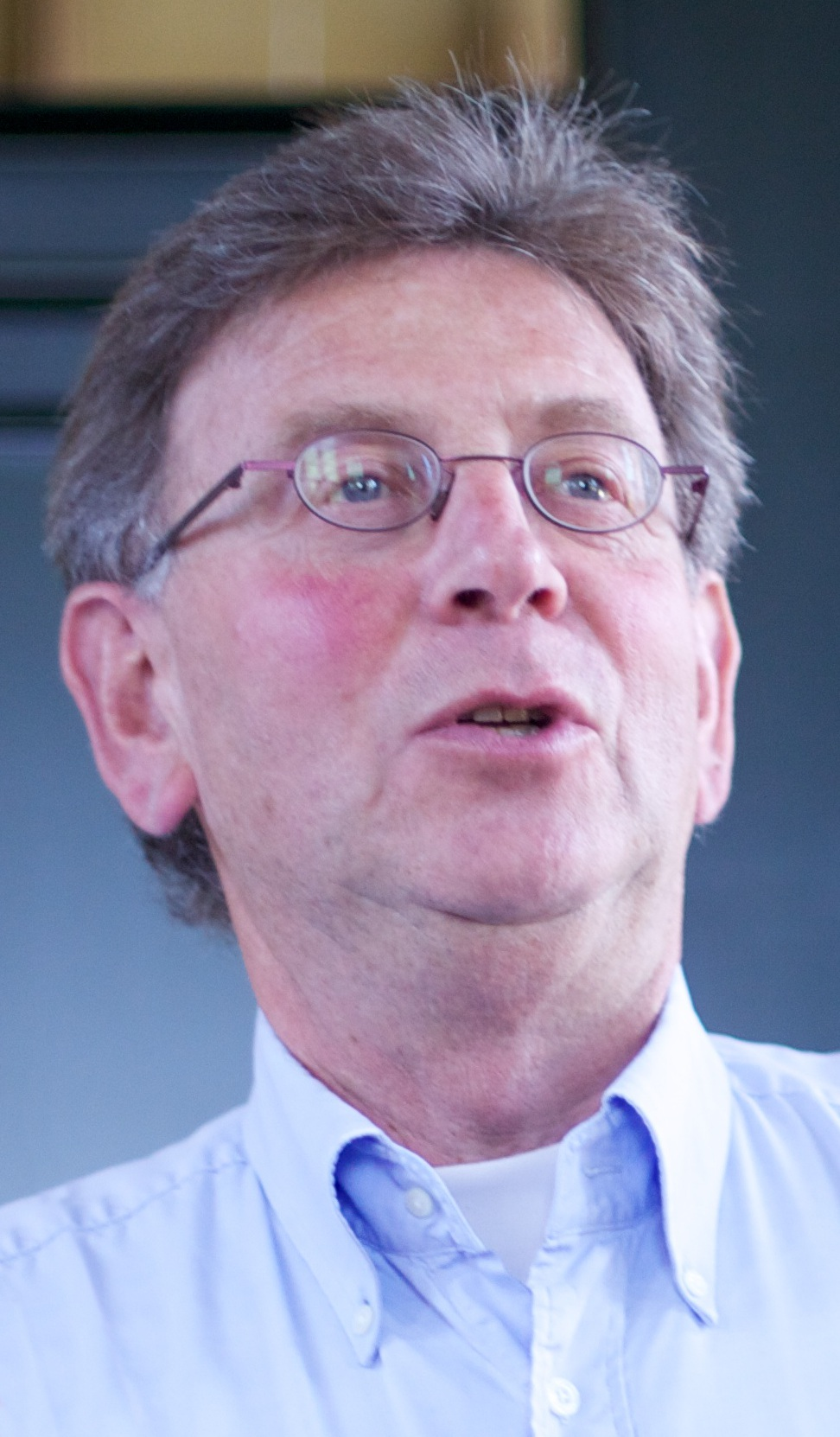
Jacques Wallage (2011)

Jacques Wallage (* 27. September 1946 in Apeldoorn) ist ein niederländischer Politiker der sozialdemokratischen Partij van de Arbeid (PvdA). Von 1998 bis 2009 war er Bürgermeister der Stadt Groningen.

## Leben
Geboren wurde Wallage in Apeldoorn im Mitten der Niederlande, er stammt aus einer jüdischen Familie der Mittelschicht. Später zog seine Familie nach Groningen in der gleichnamigen Provinz, wo Wallage aufwuchs und auch sein Studium der Soziologie und Stadtplanung absolvierte. Er trat seiner Partei 1964 bei. Von 1970 bis 1981 war Wallage Mitglied des Gemeinderats der Stadt Groningen und von 1972 bis 1981 Beigeordneter (wethouder).

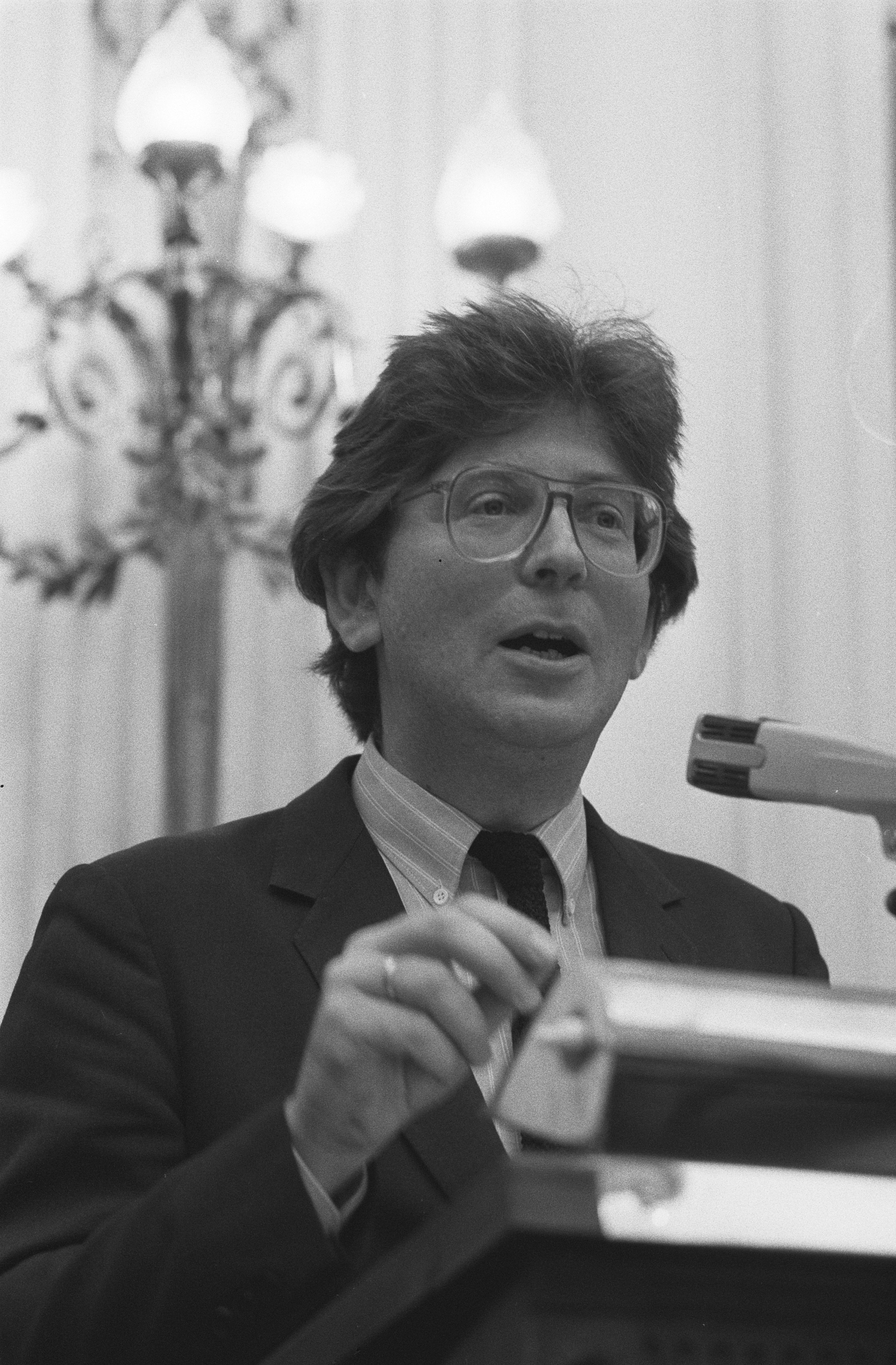
Wallage als Abgeordneter in der Zweiten Kammer (1985)

Von 1981 bis 1989 und von 1994 bis 1998 war er Mitglied der Zweiten Kammer der Generalstaaten. Während der christlich-sozialdemokratischen Regierung Lubbers III war Wallage von 1989 bis 1994 Staatssekretär, zunächst im Bildungs- und ab 1993 im Sozialministerium. Bei den Wahlen 1994 war er Kampagnenleiter seiner Partei und stand auf Platz zwei der PvdA-Liste hinter dem Spitzenkandidaten Wim Kok. Von diesem übernahm er nach dessen Ernennung zum Ministerpräsidenten im August 1994 den Vorsitz der PvdA-Fraktion in der Zweiten Kammer. 
Nach seiner Wahl zum Bürgermeister von Groningen im Oktober 1998 gab Wallage seinen Sitz in der Zweiten Kammer auf und übergab den Fraktionsvorsitz an Ad Melkert. Im Juni 2009 trat er als Bürgermeister von Groningen zurück und übergab das Amt an seinen Parteikollegen Peter Rehwinkel.
Von 2009 bis 2014 lehrte Wallage als außerordentlicher Professor für Integration und öffentliche Verwaltung an der Reichsuniversität Groningen; seit 2014 ist er dort Honorarprofessor für Veränderungen in der öffentlichen Verwaltung. Von 2009 bis 2017 war er zudem Vorsitzender des Raad voor het Openbaar Bestuur (Rates für die öffentliche Verwaltung), einem unabhängigen Organ zur Beratung von Regierung und Parlament. Während der langwierigen Regierungsbildung nach der Parlamentswahl 2010 war Wallage zeitweilig gemeinsam mit Uri Rosenthal (VVD) Informateur, um die Möglichkeit einer Koalition paars-plus („lila-plus“) aus Sozialdemokraten, Rechts- und Linksliberalen sowie Grünen (VVD, PvdA, D66, GL) auszuloten.